# Pseudocoremia lupinata
Pseudocoremia lupinata är en fjärilsart som beskrevs av Felder och Alois Friedrich Rogenhofer 1874. Pseudocoremia lupinata ingår i släktet Pseudocoremia och familjen mätare. Inga underarter finns listade i Catalogue of Life.